# Berga, Sachsen-Anhalt
Berga är en kommun och ort i Landkreis Mansfeld-Südharz i förbundslandet Sachsen-Anhalt i Tyskland.
Kommunen ingår i förvaltningsgemenskapen Goldene Aue tillsammans med kommunerna Brücken-Hackpfüffel, Edersleben, Kelbra (Kyffhäuser), Wallhausen.